# Scaptodrosophila cancellata
Scaptodrosophila cancellata är en tvåvingeart som först beskrevs av Mather 1955.  Scaptodrosophila cancellata ingår i släktet Scaptodrosophila och familjen daggflugor. Inga underarter finns listade i Catalogue of Life.